# 洛森山
洛森山，是日本純種競賽馬匹。生涯主要出戰中距離賽事，曾於2016年勝出春季錦標。

## 出賽前
2013年1月30日出生於北海道安平町北部牧場，所有權繼於母系馬主金子真人旗下，馬主名義則以其經營的公司金子真人控股登錄。
其後交由美浦訓練中心練馬師堀宣行訓練。

## 競賽生涯

### 2歲
2015年10月24日出戰東京競馬場2歲新馬戰，於先頭位置推進之下在最後彎道稍為後退，進入直路後雖然重新加速，但最終仍然未能超越領放的賽駒以第二落敗。
11月23日出戰2歲未勝利戰，繼續採取前置戰術下於直路一度透出，但最終被後方追擊的氣概凜然超越再度獲得第二。
年末第二度挑戰2歲未勝利，本次比賽所選擇的位置稍後，約莫於第八展開推進並維持穩定節奏。進入直路後，其於中外檔位置逐步殺上，最終轟出優秀的末腳速度下成功取得首勝。

### 3歲
2016年年初，其以條件戰羅漢柏賞作為首戰，比賽初段保持於後方位置，但於對面直路隨即沿着外檔位置爬升。進入直路後，其繼續於前方加速並透出，最終維持速度下以輕鬆的姿態阻止對手的攻勢取得勝利。
3月20日挑戰二級賽春季錦標，賽前落後探求到底、覓奇火箭和無畏恐龍取得第四人氣。比賽開始後，其選擇於第四、五左右的位置穩步推進，於比賽途中未有太大動作，僅於轉入最後彎道時逐步尋找位置。進入直路後，其於中檔位置開步衝刺，於中段時逐步迫近前方的賽駒，最終亦於終點線前成功超越力弱的花蜜，以三連勝姿態取得首個分級賽冠軍。

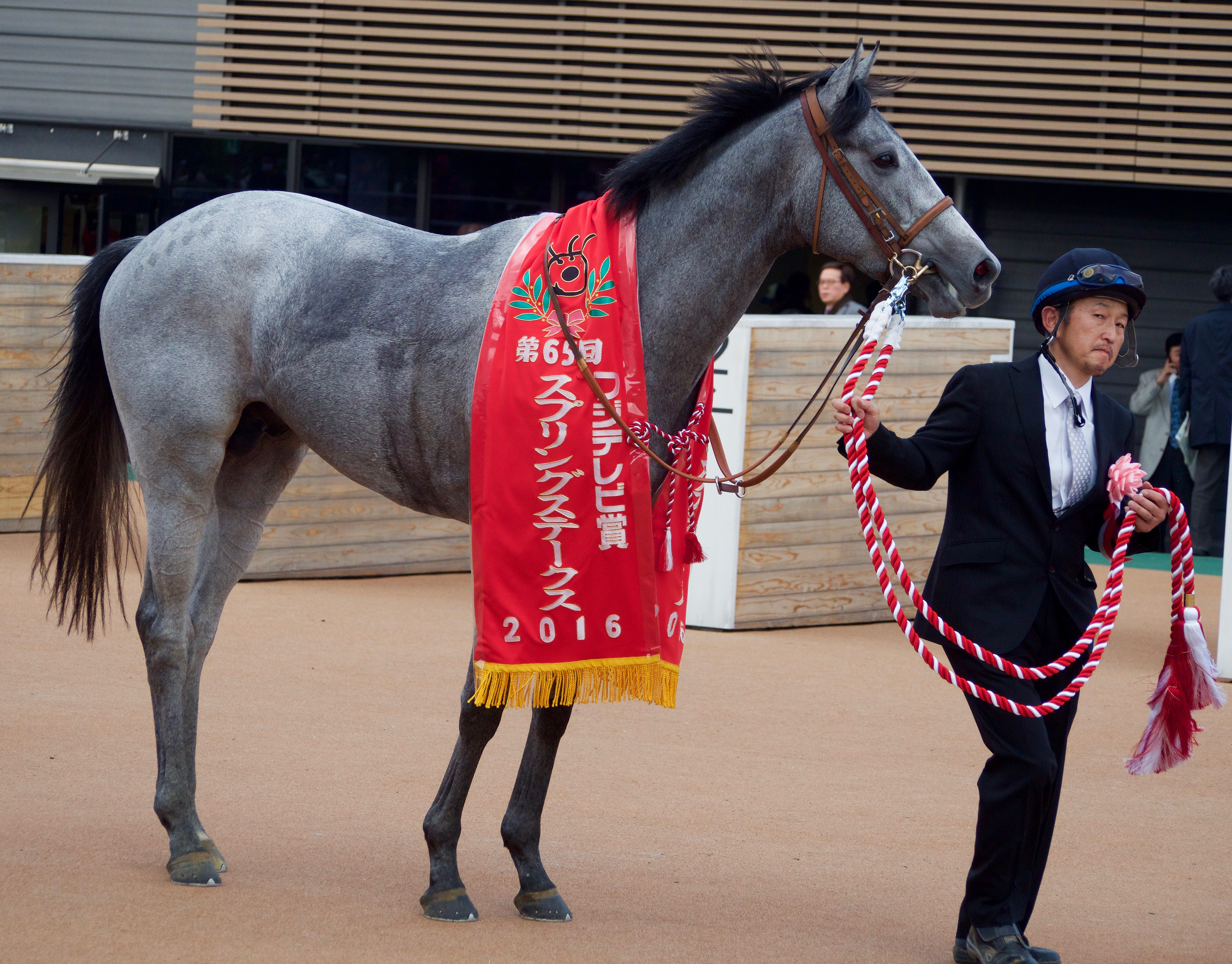
春季錦標頒獎儀式

然而其後於經典戰線表現較為遜色，出戰皋月賞因未能堅守位置僅跑獲第六，於東京優駿（日本打吡）、聖烈特紀念及菊花賞中更連續三場賽事以第七完賽。
於菊花賞後其進入長期休養，年間未有出戰。

### 4歲
2017年於福島電視公開賽中復出，保持於第四的位置下於直路外檔逐步蠶食前方對手，最終成功取得勝利。
然而其後出戰札幌紀念未能保持表現，採用居中戰術下無法於直路有所加速，最終以第八落敗。
秋季以公開賽十月錦標作為調整的一環，保持於第七的位置下於直路以猛烈的姿態不斷加速衝刺，最終於終點線前成功將領先的Strong Titan的趕過率先衝線。
12月出戰中日新聞盃，本次比賽選擇後上戰術，但於比賽途中亦有持續提速，於第四彎道時處於第十一左右。進入直路後，其嘗試於所在位置衝出，但礙於未能進入全速狀態僅能修復些少失地，最終以第六完賽。
完成中日新聞盃後，其未有再出戰任何賽事，但延至2018年9月20日才正式退役。

### 詳細賽績
| 日期       | 舉辦國家 | 馬場 | 距離   | 級別 | 賽事名稱       | 負重 | 騎師     | 馬號 | 出馬 | 名次 | 時間   | 頭馬（二馬）     |
| ---------- | -------- | ---- | ------ | ---- | -------------- | ---- | -------- | ---- | ---- | ---- | ------ | ---------------- |
| 24/10/2015 | 日本     | 東京 | 草2000 |      | 2歲新馬        | 55   | 李慕華   | 6    | 14   | 2    | 2:06.1 | Respect Earth    |
| 23/11/2015 | 日本     | 東京 | 草2000 |      | 2歲未勝利      | 55   | 莫雅     | 13   | 15   | 2    | 2:01.8 | 氣概凜然         |
| 19/12/2015 | 日本     | 中山 | 草2000 |      | 2歲未勝利      | 55   | 戶崎圭太 | 8    | 16   | 1    | 2:02.2 | （介子草地）     |
| 13/2/2016  | 日本     | 小倉 | 草2000 |      | 羅漢柏賞       | 56   | 丸山元氣 | 4    | 13   | 1    | 1:59.8 | （Lahat Chereb） |
| 20/3/2016  | 日本     | 中山 | 草1800 | GII  | 春季錦標       | 56   | 薛達祺   | 1    | 11   | 1    | 1:48.1 | （花蜜）         |
| 17/4/2016  | 日本     | 中山 | 草2000 | GI   | 皋月賞         | 57   | 貝湯美   | 5    | 18   | 6    | 1:58.6 | 氣概凜然         |
| 29/6/2016  | 日本     | 東京 | 草2400 | GI   | 東京優駿       | 57   | 貝湯美   | 9    | 18   | 7    | 2:24.6 | 豐收節           |
| 18/9/2016  | 日本     | 中山 | 草2200 | GII  | 聖烈特紀念     | 56   | 川田將雅 | 5    | 12   | 7    | 2:13.7 | 氣概凜然         |
| 23/10/2016 | 日本     | 京都 | 草3000 | GI   | 菊花賞         | 57   | 川田將雅 | 18   | 18   | 7    | 3:04.2 | 里見光鑽         |
| 23/7/2017  | 日本     | 福島 | 草1800 | OP   | 福島電視公開賽 | 56   | 石橋脩   | 7    | 7    | 1    | 1:47.6 | （花蜜）         |
| 20/8/2017  | 日本     | 札幌 | 草2000 | GII  | 札幌紀念       | 57   | 莫雷拉   | 5    | 13   | 8    | 2:00.9 | 櫻花帝王         |
| 15/10/2017 | 日本     | 東京 | 草2000 | OP   | 十月錦標       | 57   | 石橋脩   | 7    | 12   | 1    | 2:00.9 | （Strong Titan） |
| 9/12/2017  | 日本     | 中京 | 草2000 | GIII | 中日新聞盃     | 57.5 | 石橋脩   | 4    | 18   | 6    | 1:59.6 | 人間國寶         |

## 退役後
退役後，洛森山並未入種，而是成為乘騎馬，但所在地不明，目前行蹤亦處於不明狀態。

## 血統簡介
父系大震撼爲日本賽駒，爲日本賽馬史上第二匹無敗三冠馬，生涯出戰十四場賽事僅得兩場未能勝出，退役後配種成績亦極爲優秀。祖父週日寧靜是美國三冠賽雙冠馬，退役後在日本配種，在日本馬壇相當成功，贏得多項分級賽事，其子嗣贏得巨額獎金。
母系Miss Pascali為日本賽駒，生涯僅勝出條件戰級別的賽事。外祖父Mr Greeley為美國賽駒，生涯戰績不俗，曾勝出三級賽拉法葉錦標、斯韋爾錦標及精彩競投錦標，亦於一級賽育馬者盃短途大賽中跑獲亞軍。

### 血統表
| 父線：週日寧靜系（Halo系）           |                            |               |                    |
| 種馬 大震撼 2002年（棗色）           | 週日寧靜 1986年（棕色）    | Halo          | Hail to Reason     |
| 種馬 大震撼 2002年（棗色）           | 週日寧靜 1986年（棕色）    | Halo          | Cosmah             |
| 種馬 大震撼 2002年（棗色）           | 週日寧靜 1986年（棕色）    | Wishing Well  | Understanding      |
| 種馬 大震撼 2002年（棗色）           | 週日寧靜 1986年（棕色）    | Wishing Well  | Mountain Flower    |
| 種馬 大震撼 2002年（棗色）           | 風中秀髮 1991年（棗色）    | Alzao         | 利法爾             |
| 種馬 大震撼 2002年（棗色）           | 風中秀髮 1991年（棗色）    | Alzao         | Lady Rebecca       |
| 種馬 大震撼 2002年（棗色）           | 風中秀髮 1991年（棗色）    | Burghclere    | Busted             |
| 種馬 大震撼 2002年（棗色）           | 風中秀髮 1991年（棗色）    | Burghclere    | Highclere          |
| 繁殖雌馬 Miss Pascali 2001年（灰色） | Mr Greeley 1992年（栗色）  | Gone West     | 淘金者             |
| 繁殖雌馬 Miss Pascali 2001年（灰色） | Mr Greeley 1992年（栗色）  | Gone West     | Secrettame         |
| 繁殖雌馬 Miss Pascali 2001年（灰色） | Mr Greeley 1992年（栗色）  | Long Legend   | Reviewer           |
| 繁殖雌馬 Miss Pascali 2001年（灰色） | Mr Greeley 1992年（栗色）  | Long Legend   | Lianga             |
| 繁殖雌馬 Miss Pascali 2001年（灰色） | Blue Avenue 1990年（灰色） | Classic Go Go | Pago Pago          |
| 繁殖雌馬 Miss Pascali 2001年（灰色） | Blue Avenue 1990年（灰色） | Classic Go Go | Classic Perfection |
| 繁殖雌馬 Miss Pascali 2001年（灰色） | Blue Avenue 1990年（灰色） | Eliza Blue    | Icecapade          |
| 繁殖雌馬 Miss Pascali 2001年（灰色） | Blue Avenue 1990年（灰色） | Eliza Blue    | Corella            |
| 雌系：號族：2-r                      |                            |               |                    |
| 五代內近親交配：無                   |                            |               |                    |

## 命名由來
名字Mount Robson（マウントロブソン）出自位於加拿大卑詩省羅布森山省立公園的羅布森山，香港採用「洛森山」作為翻譯。

## 外部連結
- 洛森山 netkeiba.com （页面存档备份，存于）
- 血統表